# 1909年ウィンブルドン選手権
1909年 ウィンブルドン選手権（1909ねんウィンブルドンせんしゅけん、The Championships, Wimbledon 1909）に関する記事。イギリス・ロンドン郊外にある「オールイングランド・ローンテニス・アンド・クローケー・クラブ」にて開催。

## 大会の流れ
- 男子シングルスは1878年、女子シングルスは1886年から「チャレンジ・ラウンド」（Challenge Round, 挑戦者決定戦）と「オールカマーズ・ファイナル」（All-Comers Final）方式で優勝を決定していた。大会前年度優勝者を除く選手は「チャレンジ・ラウンド」に出場し、前年度優勝者への挑戦権を争う。前年度優勝者は、無条件で「オールカマーズ・ファイナル」に出場できる。チャレンジ・ラウンドの勝者と前年度優勝者による「オールカマーズ・ファイナル」で、当年度の選手権優勝者を決定した。
- この年は、女子シングルスの前年度優勝者シャーロット・クーパー・ステリーが出場しなかった。前年度優勝者が出場しなかった場合は「オールカマーズ・ファイナル」がなくなるため、チャレンジ・ラウンドの決勝結果を優勝記録表に掲載する。
- 本年度の記事は、外国人選手の上位進出が少なかったため、地元イギリス人選手の国旗表示を省略する。
- 混合ダブルスは、1912年まで「選手権公認外競技」（Non-Championship Event）として扱われた。これは公式競技ではないため、ウィンブルドン選手権の優勝記録表には含まれていないが、日本語版の本記事では混合ダブルスの「選手権公認外競技」の結果も記載する。
- 女子ダブルスは、1908年から1912年まで開催されなかった。

## 大会前年度優勝者
- 男子シングルス：アーサー・ゴア
- 女子シングルス：シャーロット・クーパー・ステリー　［大会不参加］
- 男子ダブルス：ジョシア・リッチー＆ アンソニー・ワイルディング　［ペアの1人、ワイルディングが不参加］

## 男子シングルス

### チャレンジラウンド
準々決勝
- セオドア・マブロゴーダト vs. ジョージ・カリディア　6-1, 9-7, 2-6, 4-6, 6-4
- ジョシア・リッチー vs. チャールズ・ディクソン　8-10, 6-1, 6-1, 6-4
- ハーバート・ローパー・バレット vs. レナード・エスコム　4-6, 7-5, 11-9 （途中棄権）
- フリードリヒ・ラーヘ vs. ゴードン・ロウ　12-10, 6-0, 6-4

準決勝
- ジョシア・リッチー vs. セオドア・マブロゴーダト　3-6, 6-3, 6-3, 6-2
- ハーバート・ローパー・バレット vs.  フリードリヒ・ラーヘ　6-4, 6-2, 6-8, 7-5

決勝
- ジョシア・リッチー vs. ハーバート・ローパー・バレット　6-2, 6-3, 4-6, 6-4

### オールカマーズ決勝
- アーサー・ゴア vs. ジョシア・リッチー　6-8, 1-6, 6-2, 6-2, 6-2　（ゴアが本大会の優勝者になる）

## 女子シングルス

### チャレンジラウンド
準々決勝
- オーリア・エッジングトン vs. マデリン・オニール　7-5, 6-4
- アグネス・モートン vs. エディット・ジョンソン　6-0, 6-3
- モード・ガーフィット vs. マーベル・パートン　6-3, 6-4
- ドラ・ブースビー vs. ヘレン・エッチソン　6-4, 3-0 （途中棄権）

準決勝
- アグネス・モートン vs. オーリア・エッジングトン　6-0, 6-2
- ドラ・ブースビー vs. モード・ガーフィット　6-2, 6-1

決勝
- ドラ・ブースビー vs. アグネス・モートン　6-4, 4-6, 8-6　（ここで優勝決定。ブースビーが本大会の優勝者になる）

## 決勝戦の結果
男子シングルス
- アーサー・ゴア vs. ジョシア・リッチー　6-8, 1-6, 6-2, 6-2, 6-2　［オールカマーズ決勝］

女子シングルス
- ドラ・ブースビー vs. アグネス・モートン　6-4, 4-6, 8-6　［チャレンジラウンド決勝］

男子ダブルス
- アーサー・ゴア＆ハーバート・ローパー・バレット vs.  スタンレー・ダウスト＆ ハリー・パーカー　6-2, 6-1, 6-4　［チャレンジラウンド決勝］

混合ダブルス
- ハーバート・ローパー・バレット＆アグネス・モートン vs. アルバート・プレブル＆ドラ・ブースビー　6-2, 7-5　［選手権公認外競技］